# Stazione di Telti
La stazione di Telti fu una fermata ferroviaria posta nel territorio comunale di Monti e al servizio del centro di Telti, lungo la ferrovia Monti-Tempio.

## Storia
La fermata fu istituita dalle Ferrovie Complementari della Sardegna in corrispondenza della casa cantoniera numero tre della linea l'8 novembre 1921 e venne attivata il successivo 15 novembre, sebbene come fermata facoltativa abilitata al solo servizio viaggiatori.
Passata dalla gestione FCS a quella delle Strade Ferrate Sarde nel 1941, la fermata fu attiva sino al 20 luglio 1958, data di cessazione del servizio ferroviario tra Monti e Luras. Lo scalo fu successivamente disarmato e abbandonato.

## Strutture e impianti
Lo scalo era posto in un'area rurale a circa 4 km a sud ovest di Telti. Dal punto di vista ferroviario la fermata, oggi integralmente disarmata, era di tipo passante, ed il suo edificio principale era l'ex casa cantoniera numero tre, un fabbricato a pianta pressoché quadrata esteso su due piani ridotto oggi a rudere.

## Movimento
Negli anni di attività ferroviaria la fermata fu servita dalle relazioni passeggeri delle FCS e in seguito delle SFS, in vari periodi prevedenti la sosta nell'impianto solo su richiesta.